# 스타르가르트

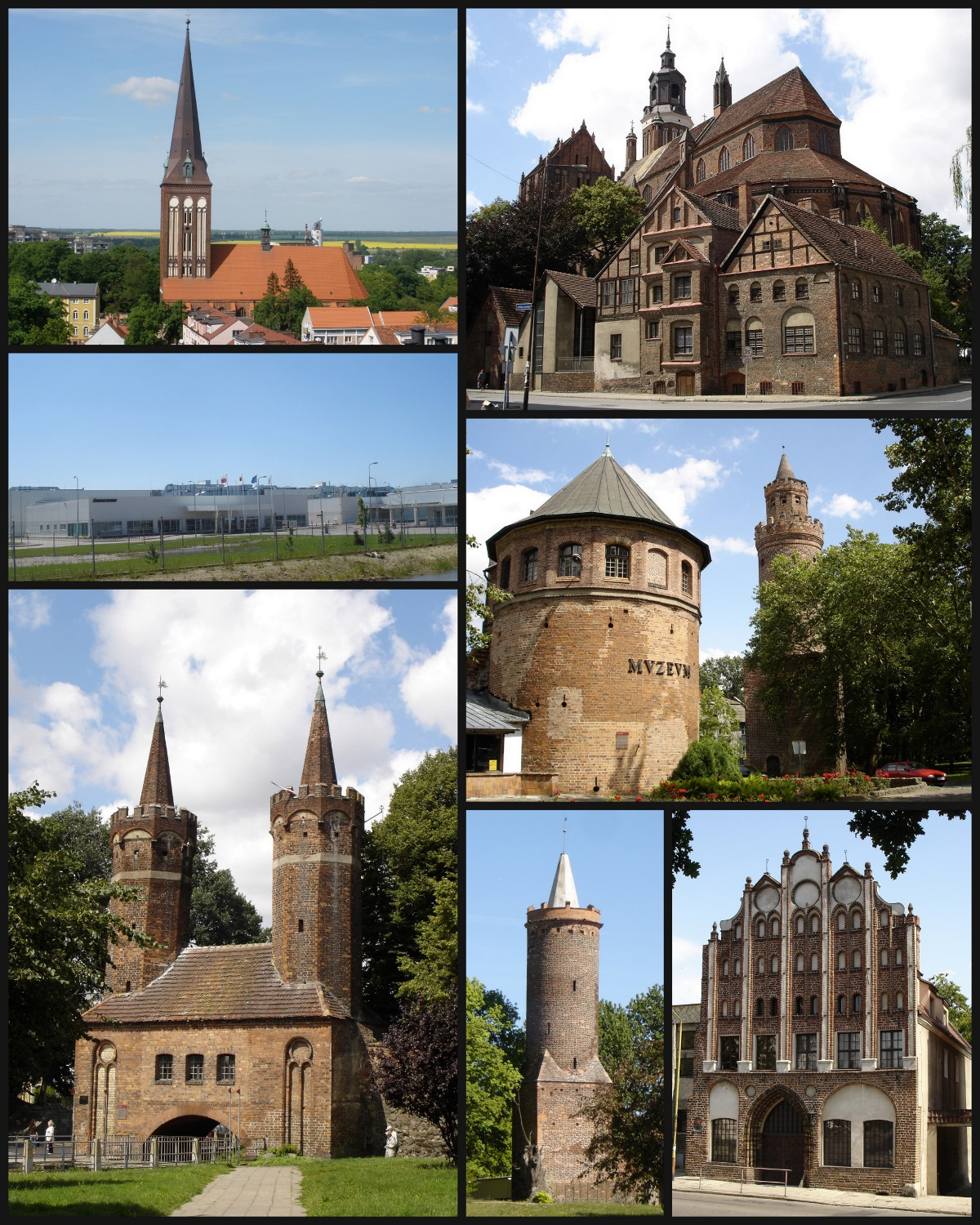
스타르가르트슈체친스키

스타르가르트(폴란드어: Stargard)는 폴란드 북서부 서포모제주에 위치한 도시로, 면적은 48.1km2, 높이는 20m, 인구는 70,534명(2006년 기준), 인구 밀도는 1,500명/km2이다. 1975년부터 1998년까지는 슈체친 주에 속해 있었으며 포즈난, 그단스크를 연결하는 철도의 분기점이다.
1140년 처음 등장했으며 1243년 시로 승격되었다. 1701년 프로이센 왕국의 지배를 받게 되었고 1871년 독일 제국의 지배를 받게 된다. 1945년 포츠담 선언에 따라 폴란드에 귀속되면서 독일계 주민들이 추방되었고 대신 폴란드계 주민들이 이주했다.
2015년 12월 31일까지 스타르가르트슈체친스키(폴란드어: Stargard Szczeciński, 독일어: Stargard in Pommern)로 불렸다. 2016년 1월 1일 현재의 이름으로 바뀌었다.

시기
시 문장

## 자매 도시
- 독일 엘름스호른
- 라트비아 살두스
- 덴마크 슬라겔세 시
- 독일 슈트랄준트
- 네덜란드 비헨